# بلاك بلانت
بلاك بانت خدمة شبكة اجتماعية أمريكية أفريقية لمطابقة ونشر الوظائف؛ لها أيضًا منتديات لمناقشة القضايا السياسية والاجتماعية.
أُطلق بلاك بلانت في 1 سبتمبر 2001 بواسطة عمر واسو وهو محلل إنترنت، كان يدير عام 2001 نيويورك أون لاين، مجتمع إنترنت سابق أسسه عام 1993 من غرفة معيشته في بروكلين. كان أحد أفكار واسو والمدير التنفيذي لشركة كوميونيتي كونكت بنيامين صن. أطلق عام 1999، وقد كان من المواقع الإعلامية الاجتماعية الحديثة، مع وجود ثلاثة مواقع سابقة موجهة للأشخاص الملونين. أطلق بنيامين صن أيضًا إيجن إيف وميجنتي.كوم.

## الشركة
أدارت كوميونتي كونكت الموقع الإلكتروني في مدينة نيويورك. وأدارت أيضًا إيجن إيفنو.كوم وميجنتي.كوم في أبريل 2008، اشترت راديو ون (وسيلة إعلام مقرها في لانهام بولاية ميريلاند، أسستها كاثي هيوز) كوميونيتي كونكت مقابل 38 مليون دولار. واشترت أيضًا مواقع بلاك بلانت.كوم، وميجنتي.كوم وإيجن إيفنو.كوم. اتخذت راديو ون هذه الخطوة للتنويع خارج مجال الراديو للوصول إلى الجماهير السوداء.
كانت مهمة بلاك بلانت الأوسع تعزيز مجتمع السود.

## الموقع الإلكتروني
كانت أكثر المنتديات شعبية هي الأحداث الجارية والتراث والهوية والعلاقات والدين والروحانيات والنساء. يقول واسو إن برنامج بلاك بلانت المحلي يتيح للمستخدمين التنقل بين الصفحات الشخصية والمواعدة والدردشة والمنتديات مع التركيز على ربط الأشخاص، بدلاً من تلقينهم المحتوى.

### الإحصائيات
في يناير 2007 بلغ تسجيل العضوية على الصفحة الرئيسية لبلاك بلانت 15.8 مليون مستخدم مسجل منذ إنشائه عام 1999. كان يضم الموقع عند شرائه حوالي 20 مليون عضو وكان رابع أكثر مواقع التواصل الاجتماعي في الولايات المتحدة زيارة.

#### الجمهور المستهدف[6]
- ذكور 34.4 %
- إناث 65.6 %
- العمر الوسطي: 32
- طالب/ خريج كلية: 64.5%
- تشكيلة السود: 88 %

«ينشئ بلاك بانت صفحات شخصية ذات علامات تجارية لدمج المعلنين في المجتمع الاجتماعي، ولتمكين الأعضاء الانخراط مع بعضهم كأصدقاء»؛ بالإضافة إلى الملفات الشخصية، يسمح بلاك بلانت أيضًا بصفحات للعلامات التجارية والشخصيات والمنتجات.
قدم بلاك بلانت عام 2009 ميزات جديدة لموقع الويب، تتضمن تحديث الحالة على نمط فيسبوك وشريط أخبار يبقي المستخدمين مواكبين للمعلومات المشاركة على انترأكتف ون وبلاك بلانت. حُدثت خدمة الدردشة أيضًا عام 2009؛ تُشغل الدردشة الحالية بواسطة شركة تدعى شات بلايزر وهي ترتكز على برنامج فلاش.
في أوائل عام 2010، أطلق بلاك بلانت صفحة رئيسية جديدة تضمنت موجزًا للأنشطة، يسمح للمستخدمين بمشاهدة التحديثات من جميع مستخدمي بلاك بلانت، إما حسب الأصدقاء أو حسب الموقع.

### ميزات أخرى
أطلقت بلاك بلانت مؤخرًا لعبتين تفاعليتين للمستخدمين، فارمانديا وفيشدوم.
يصف بلاكبلانت فارمانديا كما يلي: «تضعك فارمانديا في مقعد المزارع. تنمّي إنتاجك وتتولى رعاية حيواناتك وبناء حظائرك. كلما لعبت أكثر، زادت النقاط التي تكافأ بها لتتمكن من الحفاظ على عمل مزرعتك. إذا احتجت القليل من المساعدة ادعُ أعضاء بلاك بلانت الآخرين لمد يد العون».
يصف بلاك بلانت فيشدوم بالتالي: «عندما تنتهي من قضاء الوقت في المزرعة، أمسك بصنارة الصيد الافتراضية وتوجه إلى فيشدوم حيث تكون مسؤولاً عن إطعام مجموعتك الغريبة من الأصدقاء تحت الماء. من الأفضل أن تجمع دولاراتك لأنهم قد يجوعوا بشدة. لا تعرف أبدًا متى ستحتاج إلى شراء المزيد من الطعام أو تزيين مملكتك الموجودة تحت الماء أو منح أسماكك بعض الأصدقاء الجدد»,
ولكن لم تمر التشابهات مع لعبة فيسبوك فارم فيل دون أن يلاحظها مستخدمو بلاك بلانت، الذين أشاروا إلى الحاجة إلى تحسين البنية التحتية للموقع والميزات الرئيسية مثل الدردشة قبل إدخال الألعاب.

## تطبيقات الهاتف المحمول
قدمت بلاك بلانت تطبيقات للأجهزة المحمولة عام 2009. كان تطبيق بلاك بلانت موبايل مجانيًا عندما قُدم ولكنه لم يكن مستثنى من رسوم مزود الخدمة. لم يعمل بلاك بلانت موبايل على هواتف بلاك بيري أو جيفون أو آيفون أو سايدكيك عند تقديمه.
تنبيهات بلاك بلانت النصية متاحة أيضًا لتنبيه المستخدمين إلى التحديثات والإشعارات. هذه خدمة بالاشتراك.

## الشبكات الاجتماعية
قيل إن شبكات الإنترنت الاجتماعية أتت للتعريف بتجربة الإنترنت الحديثة.
ابتعدت بلاك بلانت، كمقدمة لفيس بوك وماي سبيس، عن التأثير على الإنترنت كموقع معروف لدى المستخدمين. قبل أن تسمح لك الشبكات الشعبية اليوم بـ «الإعجاب» بالمنشورات، أو «نكز» المعجبين، أو «إعادة تغريد» للمشاهير، كان خبراء الويب الأمريكيون الأفارقة يتواصلون على بلاك بلانت.
صرح واسو بنفسه: «قال الأشخاص الذين أسسوا برنامج ماي سبيس في مجلة بزنس ويك إنهم نظروا إلى بلاك بلانت كنموذج لبرنامج ماي سبيس واعتقدوا أن هناك فرصة لإصدار نسخة سوق عامة تشبه ما كانت عليه بلاك بلانت».
اعتبارًا من يونيو 2007، كان لدى بلاك بلانت 16.5مليون عضو و80 مليون مشاهدة للصفحة. وُصف بأنه أكبر كيان إعلامي للأمريكيين الأفارقة عبر الإنترنت و«جدّ مواقع الشبكات الاجتماعية»، حظت بلاك بلانت بأكثر من 6 ملايين زائر مختلف شهريًا في أبريل 2008. في عام 2007، وجد بلاك بلانت نفسه رابع أكثر أدوات الشبكات الاجتماعية شعبية على الإنترنت، ولكن مع الزيادة الهائلة في استخدام فيسبوك وتويتر وماي سبيس، فشل بلاك بلانت في الحصول على تصنيف في أفضل 15 شبكة اجتماعية وفقًا لـ إي بيزإم بي أي، ما دفع النقاد في مارس 2011 لاقتراح أن «بلاكبلانت قد هُمش بينما تولت شبكات أخرى زمام الشبكة الاجتماعية».
تستخدم بلاكبلانت أدوات الشبكات الاجتماعية الأخرى مثل تويتر وفيسبوك للوصول إلى المستخدمين الجدد والمحتملين. يتم تحديث منشوراته على تويتر بشكل يومي تقريبًا، حيث يعلق ويبرز النقاط المهمة للمجتمع الأسود. تشمل التغريدات الحديثة: «يعتقد 83٪ من المصوتين في بلاك بلانت أن مغنيي الراب غير السود لا ينبغي أن يستخدموا #كلمة زنجي... ما رأيك في ذلك؟» و«كشف أسرار الحياكة. جدد ملابسك القديمة في 5 دقائق.» تُستخدم منشورات بلاك بلانت على تويتر لنشر الإعلانات والتحديثات المتعلقة بموقع بلاك بلانت نفسه. ذُكرت أيضًا قضايا سياسية أوسع مثل: «ما الذي ستفعله #إذا_أغلقت_الحكومة؟».
استخدمت صفحة بلاك بلانت على فيسبوك لتشجيع مناقشة القضايا القابلة للتطبيق بشكل مباشر وغير مباشر على مجتمع المستخدمين الأميركيين الأفارقة. تُستخدم ميزة تحديث حالة فيسبوك لطرح أسئلة على متابعي الصفحة، ويتم الرد عليها بشكل عام. شملت الأسئلة: «ما رأيك في فكرة يوم زواج السود؟»، «ما رأيك في الأشخاص الذين يستخدمون المصطلح «غيتو» عند وصف شيء غير مرغوب فيه؟» و«أيها الرجال، هل سبق لكم أن دللتم أنفسكم بالعناية بالبشرة أو تجميل الأظافر أو العناية بالأقدام؟ أيها السيدات، ما رأيكن في الرجال الذين يعتنون ببشرتهم وأظافرهم؟».
يتم استخدام كل من أدوات الشبكات الاجتماعية للإعلان عن ميزة «عضو اليوم»، لتوجيه الانتباه إلى العضو المختار. يرافقه رابط للملف الشخصي للعضو مع تعليق قصير مثل: «إنها جميلة، وهي عزباء، وهي عضونا في اليوم. انظروا إليها»، و«ما زلت بحاجة إلى إثبات بأنه لدينا أجمل الأعضاء في الكوكب؟ مرحبًا بك».

## الإثنية
يقول واسو إنه يتلقى أحيانًا أسئلة حول ما إذا كانت بلاك بلانت تشجع الفصل العنصري. يقول: «الاختلاط الطوعي مع الأشخاص الذين يشاركونك اهتماماتك هو ما تدور حوله الحرية». «يمكن لأي شخص الانضمام إلى أي موقع. وجدنا أننا لا نفصل الويب».
ولكن، تستضيف أدوات المجتمع المتخصصة مثل بلاك بلانت مستخدمين يرغبون في تعزيز النزعة الانفصالية، مثل العصابات، ولم يمر هذا دون أن يلاحظه أحد. «كان للعصابات وجود على الإنترنت منذ إنشائها. أصبح هذا ملحوظًا خلال التسعينيات عندما أصبح من المألوف أن تستخدم العصابات مساحة ويب مجانية من مزودي خدمة الإنترنت لطرح صفحة عصابتهم على الويب». وفر العثور على عصابات على جيوسيتيس، وبلاك بلانت، وخاصة ماي سبيس، وغيرها من مزودي خدمة الإنترنت الآخرين الأساسَ لما يُعرف اليوم بالتحقيق في عصابة الإنترنت، وهو مجال متخصص من التحقيق في العصابات.
يقول جاري دوفين، موظف أصلي في بلاك بلانت، رغم أن الأصل العرقي لأصحاب الموقع مهم لفهم الموقع، يمكن لإحدى الإثنيات أحيانًا خدمة جمهور من عرق آخر. «كانت بلاك بلانت، التي بدأت فيها عملي على الويب، مملوكة لمعظم سنواتها المبكرة لمجموعة أمريكية آسيوية إلى حد كبير، وأجرؤ على القول إن تلك الفترة كانت أفضل أوقات الموقع. الملكية لم تكن أمريكية أفريقية، لكني فهمت الدعوة الأساسية للخدمة المضمنة في تشغيل موقع إثني، علاوة على ذلك، كانت لديهم طموحات كبيرة لشركتهم كمزود لمنصة مجتمع إنترنت والتي رفعت مستوى شركة بلاك بلانت بشكل عام».